# Friedrich Schneider (compositeur)
Pour les articles homonymes, voir Friedrich Schneider et Schneider.
Johann Christian Friedrich Schneider est un compositeur, organiste, pianiste, chef d’orchestre et pédagogue allemand, né à Waltersdorf (près de Zittau) le 3 janvier 1786 et décédé à Dessau le 23 novembre 1853.

## Biographie
Schneider étudia l’orgue dès l’âge de 4 ans avec son père – Johann Gottlob Schneider 1753-1840, tisserand et organiste à Waltersdorf, devenu instituteur et organiste à Gersdorf en 1788.
« Ses progrès furent si rapides qu'on l'employait aux fonctions d'organiste de la commune avant que ses pieds pussent atteindre aux pédales. Dès l'âge de huit ans, il écrivait déjà ses idées de composition, et jouait les sonates de Mozart au piano ».
Le jeune Schneider fut encouragé dans sa passion en découvrant l’opéra La flûte enchantée joué par une troupe ambulante et de grandes œuvres de musique religieuse lors d’un séjour à Dresde avec son père. Envoyé par celui-ci à l’école de Zittau pour y faire des études littéraires, Schneider y entendit des concerts qui l’incitèrent « à se livrer avec ardeur à l'étude du piano dans l'espoir de s'y faire entendre ; mais ce plaisir lui fut refusé, nonobstant les témoignages honorables que le Cantor Schoenfeld et l'organiste Unger donnaient à son talent. Ce dernier était devenu son maître pour l'orgue et lui enseignait à traiter sur cet instrument la fugue à quatre parties. Découragé par l'échec qu'il venait d'éprouver, Schneider eut peut-être abandonné la musique, quoiqu'il eût déjà écrit plusieurs morceaux pour des instruments à vent et quelques messes dans le style de Haydn, si une circonstance heureuse n'était venue ranimer son zèle. En 1803, la Création du monde, de Haydn, fut exécutée avec pompe à Zittau. M. Lingke, avocat [...] y fit la connaissance de Schneider, et sur l'invitation de Schoenfeld, le prit sous sa protection ».
Amateur passionné de musique, ce M. Lingke présenta Schneider à ses relations, qui lui procurèrent l’occasion de se produire dans des concerts publics.
« En 1804, Schneider fut nommé directeur de la Société de chant de Ziltau; mais il n'en remplit pas longtemps les fonctions, car il partit l'année suivante pour aller achever ses études à l'université de Leipzig. [...] En 1806, le directeur Plattner le chargea de l'enseignement du chant dans l'école libre du Conseil. L'année suivante, il eut le titre d'organiste de l'université, et l'exécution de ses compositions vocales et instrumentales dans les concerts de Leipzig acheva de le faire connaître avantageusement.
Lui-même y fit entendre, en 1808, un concerto de piano avec succès. Dès 1803, il avait publié, chez Breitkopf & Härtel, son premier œuvre de sonates pour le piano; mais après son arrivée à Leipzig il multiplia ses productions. En 1810, il accepta la place de chef d'orchestre de la troupe de Seconda, qui donnait alternativement des représentations d'opéras à Dresde et à Leipzig mais il renonça à cet emploi trois ans après, parce que la place d'organiste de l'église Saint-Thomas lui fut offerte, en 1815, par le magistrat de cette dernière ville. C'est à dater de cette époque que Schneider commença à faire paraître ses grandes compositions.
Son activité de production frappe d'étonnement, lorsqu'on considère le catalogue chronologique qu'il a dressé lui-même de ses ouvrages. Ainsi, depuis 1804, époque de la publication de son premier œuvre de trois sonates pour le piano, jusqu'à la fin de 1830, c'est-à-dire dans l'espace de vingt-six ans, il mit au jour cent dix œuvres, lesquelles renferment vingt-cinq sonates pour piano seul ou accompagné, deux quatuors pour piano, violon, alto et basse; deux trios pour les mêmes instruments; un concerto pour piano et orchestre; une multitude de marches, polonaises, valses et rondeaux pour piano seul; deux quatuors pour des instruments à cordes; vingt-quatre lieder à voix seule avec piano; [...] neuf ouvertures à grand orchestre; dix messes; un oratorio; quinze cantates; six opéras; dix symphonies pour l'orchestre, et son Traité d'harmonie et de composition [...].
Une telle fécondité est d'autant plus remarquable que, pendant ces vingt-six ans, Frédéric Schneider remplit des places d'organiste, qu'il fut pendant trois ans directeur de musique du théâtre de Leipzig, puis de la Liedertafel, qu'il se livra à l'enseignement, se distingua lui-même comme planiste et joua au concert du Gewandhaus, dans l'espace de quelques années, le cinquième concerto de Beethoven (en mi bémol), celui de Ries (en ut dièse mineur), le sien (en ut mineur), et le quintette de Mozart pour piano et instruments à vent. Enfin, pendant son séjour à Leipzig, Schneider avait été appelé à Cologne, à Prague, à Quedlinbourg.
Devenu directeur de musique du nouveau théâtre de Leipzig, en 1817, il y fit exécuter plusieurs ouvertures de sa composition qui obtinrent un brillant succès. Sa réputation, qui s'étendait de jour en jour en Allemagne, lui procura, peu d'années après, le poste aussi honorable qu'avantageux de maître de chapelle du prince d'Anhalt-Dessau : il en prit possession le 2 avril 1821. Ce fut là surtout que les travaux de Schneider prirent une grande importance, car dans les trente-deux années qui s'écoulèrent depuis son entrée en fonctions à Dessau jusqu'à son décès, il écrivit quinze grands oratorios, deux messes avec orchestre et orgue, un Gloria idem, un Te Deum idem, dix cantates, quatre hymnes, douze psaumes, douze chants religieux à quatre voix, [...] un opéra en trois actes, sept grandes symphonies, cinq ouvertures de fête et de concert, six ouvertures d'opéras, trente-cinq sonates de piano, six concertos idem avec orchestre, [...] plusieurs concertos pour clarinette et basson et symphonies concertantes pour ces instruments, [...] dix quatuors pour des instruments à archet, environ deux cents Lieder pour voix seule et piano, quatre cents chants à quatre voix d'hommes, [...]. Le total de ces œuvres est de deux cent quarante-quatre, non compris six cents Lieder et chants à quatre voix.
En 1829, Schneider fonda à Dessau une école de musique ou institut dans lequel on admettait des élèves pour l'harmonie, le contrepoint et toutes les parties de la composition vocale et instrumentale, le piano, l'orgue, le violon, le violoncelle, la clarinette, le basson, la flûte et le cor. De bons professeurs furent attachés à cette institution, et Schneider se chargea de l'enseignement de l'harmonie, de la composition de la mélodie, de l'instrumentation et de l'application de ces éléments dans les pièces de tout genre ; Friedrich Wilhelm Markull sera un de ses élèves. Cette école subsista jusqu'en 1848. [...]
Considéré comme un des chefs de l'école allemande de l'époque actuelle, il doit particulièrement la célébrité à ses oratorios, qui ont été exécutés dans les grandes fêtes musicales des associations du Rhin et de l'Elbe. Lui-même a été invité à les diriger à Magdebourg en 1825, à Nuremberg en 1828, à Strasbourg en 1830, et a également dirigé les fêtes musicales de Halle en 1830 et 1835, de Halberstadt en 1833, de Potsdam en 1834, de Dessau, en 1835, de Wittenberg en 1838 et 1846, de Coethen en 1840, de Coblence dans la même année, de Hambourg en 1841, de Meissen en 1844, de Zerbst en 1847, et de Lübeck dans la même année [En fait, il dirigea plus de 80 festivals entre 1820 et 1851].
Les productions de Schneider sont aussi remarquables par leur mérite et leur nombre que par la variété de leur objet. [...]
Schneider était docteur en musique, membre de l’Académie royale de Berlin, de l’Académie de musique de Stockholm, de la Société scientifique de la Lusace supérieure, de la Société des Amis de la musique des États de l'Autriche, et des associations musicales de la Suisse et de l'Alsace, de la société de Rotterdam pour l'encouragement de la musique, etc. [...] Il était décoré de plusieurs ordres [...]  et fut nommé docteur honoris causa des universités de Halle et de Leizig en 1830

## Ouvrages théoriques & didactiques
1° Elementarbuch der Harmonie und Tonsetzkunst (Traité élémentaire d'harmonie et de composition – Leipzig, Peters, 1820, 112 p. ; 2e édition augmentée, ibid., 1837, 172 p.) La théorie développée dans cet ouvrage est basée sur le principe que l'abbé Vogler et Godefroid Weber avaient pris déjà pour base de leurs systèmes; car Schneider admet comme naturels sur toutes les notes de la gamme, l'accord parfait et celui de septième. Selon lui, ils s'y présentent, à l'égard de la nature de leurs intervalles, conformément à la constitution du ton et du mode, ayant, en raison de la note où ils sont placés, la tierce ou majeure, ou mineure; la quinte, ou juste ou diminuée (mineure); la septième, ou majeure ou mineure. Suivant cette théorie encore, il en est de même de l'accord de neuvième, et il ne s'agit plus, pour compléter la nomenclature des accords, que d'en altérer les divers intervalles. [...] 
2° Vorschule der Musik (Principes de musique), Leipzig, Tauchnitz, 1827, 40 p.
3° Handbuch des Organisten (Manuel des organistes), Halberstadt, Brüggemann, 1829-1830, quatre parties. La première partie contient un traité élémentaire de composition ; la seconde, l’école d’orgue ; la troisième, le livre choral ; la dernière, l’école d’orgue supérieure, contenant 48 trios à trois claviers. Cet ouvrage est un des plus importants en son genre.
4° On a du même artiste un article sur le cor à pistons perfectionné par Stoeltzel, dans la
Gazette musicale de Leipzig (tome XIX, p. 814) .
5° Elementarübungen im Gesange (exercices élémentaires pour le chant), 5 cahiers, 1820 à 1824
6° Elementarübungen im Pianoforte-Spiel (exercices élémentaires pour le piano), vers 1822-1826

## Œuvres
- Musique pour orchestre
  - 23 symphonies
  - 20 ouvertures, dont
    - Ouverture festive pour grand orchestre en ré majeur
    - Ouverture pour grand orchestre en ut majeur, op. 11.
    - Ouverture sur la Marche de Dessau, en ré majeur, op. 30.
    - Ouverture pour « Die Braut von Messina » de Schiller, en sol mineur, op. 42.
    - Ouverture sur le thème « God save the King », en mi bémol majeur, op. 43.
    - Ouverture pour orchestre en ut mineur, op. 45.
    - Ouverture La chasse n° 1, en mi bémol majeur, op. 66/1.
    - Ouverture La chasse n° 2, en ré majeur, op. 67/2.
    - Gaudeamus igitur, ouverture festive pour orchestre en ré majeur, op. 84.

  - 3 polonaises pour orchestre (si bémol majeur, mi majeur, ré majeur), op. 48.
  - 3 polonaises pour orchestre (ré majeur, ut majeur)

- - 7 concertos pour piano

- Musique de chambre
  - 10 quatuors à cordes
  - quatuor avec piano en mi bémol majeur, op. 24
  - quatuor avec piano en fa majeur, op. 34
  - quatuor avec piano en ut mineur, op. 36
  - 4 trios avec piano (dont 1 en mi bémol majeur, op. 38)
  - 4 sonates pour violon & piano
  - 4 sonates pour flûte & piano
  - Sonate pour violoncelle & piano

- Musique pour piano
  - 42 sonates (dont 6 à 4 mains et 1 à 2 pianos)

- Musique religieuse : 14 messes, 45 cantates, etc., dont :
  - Oratorios
    - Die Höllenfahrt des Messias (1810)
    - Das Weltgericht (1819)
    - Totenfeier (1821)
    - Die Sündflut (1823)
    - Das verlorene Paradies (1824)
    - Jesu Geburt (1825)
    - Pharao (1828)
    - Christus, das Kind (1828-1829)
    - Gideon (1829)
    - Absalon (1831)
    - Das befreite Jerusalem (1835)
    - Salomonis Tempelbau (1836)
    - Bonifazius (1837)
    - Christus der Erlöser (1838)
    - Gethsemane und Golgotha (1838)

- - Messe à voix seules, en fa majeur
  - Messe à quatre voix & orchestre en ut majeur, op. 55.
  - Jehovahs ist die Erd' und ihre Fülle!, psaume 24 pour 4 voix & orchestre en ut majeur, op. 72.
  - Jehova, dir frohlockt der König, hymne pour chœur d’hommes à 8 voix & vents en ut majeur, op. 94.

- 7 opéras (dont un inachevé)

- Musique vocale
  - 400 morceaux pour chœur d’hommes
  - 200 Lieder pour 1 voix & piano